# Сарабаш
Сарабаш (до 2016 року — село Комуна́рівка) — село Старобешівської селищної громади Кальміуського району Донецької області, Україна. Населення становить 1008 осіб.

## Загальні відомості
Відстань до райцентру становить близько 22 км і проходить автошляхом місцевого значення.
Землі села межують із територією м. Докучаєвськ Донецької області.
Із 2014 р. внесено до переліку населених пунктів на Сході України, на яких тимчасово не діє українська влада.

## Населення
За даними перепису 2001 року населення села становило 1008 осіб, із них 15,77 % зазначили рідною мову українську, 83,73 % — російську та 0,1 % — білоруську мову.
Згідно з переписом УРСР 1989 року чисельність наявного населення села становила 1177 осіб, з яких 551 чоловік та 626 жінок.

### Мова
Розподіл населення за рідною мовою за даними перепису 2001 року:
| Мова       | Відсоток |
| ---------- | -------- |
| російська  | 83,73 %  |
| українська | 15,77 %  |
| білоруська | 0,10 %   |
| інші       | 0,40 %   |